# Ian Kinsler
Ian Michael Kinsler (Tucson, Arizona, 22 de junio de 1982), más conocido como Ian Kinsler, es un exjugador profesional estadounidense de béisbol que se desempeñó en la posición de segunda base en las Grandes Ligas de Béisbol (MLB). Logró obtener dos Guantes de Oro.

## Carrera
Kinsler jugó como profesional ocho temporadas en Texas Rangers (2006-2013), después pasó a Detroit Tigers (2014-2017), luego a Los Angeles Angels (2018), posteriormente a Boston Red Sox (2018), y finalmente, a San Diego Padres, donde jugó una temporada (2019), y fue el equipo en el que se retiró.

## Premios
Fue galardonado con el Guante de Oro en dos oportunidades (2016 y 2018).